# Organski Rankineov ciklus
Organski Rankineov ciklus (ORC) je varijacija Rankineovog ciklusa  koji umjesto vode kao radnog medija koristi organski fluid. Relativno niska temperatura isparavanja organskog fluida dopušta korištenje toplinskih izvora nižih temperatura (biomasa, otpadna toplina, geotermalna i sunčeva energija). Toplina iz niskotemperaturnog izvora je u procesu pretvorena u koristan rad koji može biti iskorišten za dobivanje električne energije. ORC je najčešće korištena tehnologija kada govorimo o dobivanju električne energije iz niskotemperaturnih izvora.

## Princip rada
U idealnom Rankineovom procesu uzimamo u obzir izobarne izmjene topline u kotlu i kondenzatoru te izentropsku ekspanziju radnog medija u turbini. To su, naravno, samo hipotetički mogući slučajevi te u realnim procesima dolazi do dodatnih disipacijskih efekata tijekom procesa. Izmjene topline koje se odvijaju u kotlu i kondenzatoru odvijaju se uz dodatne padove tlakova, te u turbini dolazi do izmjene topline s okolišem. Izentropski stupanj djelovanja daje omjer snage dobivene u realnom procesu i izentropske snage. Prisutnost trenja u odnosu na idealni proces dakako doprinosi ukupnoj neravnotežnosti procesa. Princip rada organskog Rankineovog ciklusa je isti kao i u Rankineovom ciklusu gdje je radni medij voda. Radni medij isparava u kotlu nakon čega u parnoj fazi ulazi u turbinu gdje ekspandira. U kondenzatoru se radni medij pretvara u kapljevitu fazu te nakon potpune kondenzacije, radni medij je pomoću pumpe stlačen na kotlovski tlak. Temeljne razlike u odnosu na klasičan Rankineov proces su organski radni medij te izvor topline niže temperature. Ciklus s vodenom parom pogodan je za temperature na ulazu u turbinu od oko 350°C. Organski fluidi imaju niže vrelište od vode pa će zato biti prigodni pri korištenju s toplinskim izvorima temperatura nižih od 350°C. Krivulje napetosti u T-s dijagramu potvrđuju tu činjenicu te se iz njih može iščitati kako organski fluidi u odnosu na vodu trebaju manje dovedene specifične topline kako bi prošli transformaciju iz vrele kapljevine u zasićenu paru.

### Geotermalna energija
Geotermalni izvori topline nude široki spektar različitih temperatura, sve do 300°C. Donja granica temperature izvora je oko 80°C jer ispod te temperature izvora cjelokupan proces nebi bio isplativ. Kako bi cijeli sustav funkcionirao, potrebne su dvije bušotine i to jedna koja će dovoditi vodu visoke temperature te druga koja će odvoditi vodu natrag u zemlju nakon što je ona predala potrebnu toplinu procesu. Ovisno o geografskom položaju, bušotine znaju biti duboke i do nekoliko tisuća metara te njihovo bušenje zahtjeva nekoliko mjeseci kontinuiranog rada. Veliki dio investicije otpada upravo na bušotine (do 70%). Potrebna je izdašna snaga pumpe koja mora dobaviti vruću vodu s nekoliko kilometara dubine pa je razumljivo zašto nisko temperaturni izvori nisu isplativi (čak i do 50% snage dobivene procesom otpada na dobavu vruće vode). Izvori visoke temperature (>150°C) omogućuju kombinirano dobivanje električne energije i korištenje topline za grijanje. 

### Biomasa
Sustav s biomasom se najviše isplati koristiti lokalno. Gustoća energije biomase je puno manja od često korištenih fosilnih goriva što bi značilo visoke cijene transporta u slučaju opksrbe udaljenijih postrojenja. U postrojenju s biomasom, ulje se koristi kao posrednik između komore gdje izgara biomasa i radnog medija, odnosno, ulje prenosi toplinu na radni medij u procesu. Ulje temperature oko 300°C predaje toplinu radnom fluidu koji ekspandira u turbini nakon čega prolazi kroz regenerator kojem je zadaća predgrijavanje kondenzata prije nego što on uđe u kotao na ponovnu izmjenu topline s uljem. Radni medij prolazi kroz kondenzator pri temperaturi od oko 90°C te predaje toplinu vodi koja kasnije služi za potrebe grijanja. Efikasnost dobivanja električne energije je mala, te se ona smanjuje s manjim postrojenjem. Iskorištavanje topline koju predaje kondenzator je bitna stavka jer ona povećava efikasnost energijske konverzije procesa, odnosno, ne koristimo samo snagu na turbini za dobivanje električne energije nego koristimo i toplinu iz kondenzatora za npr. sušenje drva u industriji ili jednostavno grijanje prostorija.

### Otpadna toplina
Mnoga postrojenja u industriji oslobađaju toplinu niske temperature pri proizvodnji. Ovdje se radi o velikim iznosima topline te ona najčešće biva ispuštena u atmosferu uz prisutnost velikih emisija ugljikova (IV) oksida. Ove emisije se mogu smanjiti ako otpadna toplina posluži za dobivanje električne energije. Konkretno, otpadna toplina se koristi u svrhu transformacije radnog medija iz stanja kapljevine u stanje pare. Industrije koje se bave proizvodnjom cementa i čelika imaju velik potencijal iskorištavanja otpadne topline. U cementnoj industriji je čak 40% topline izgubljeno u dimnim plinovima (5% svjetske emisije CO2). Usprkos visokom potencijalu i niskoj cijeni ORC tehnologije koja radi uz pomoć otpadne topline, samo 10% ORC elektrana u svijetu rade uz pomoć iste.

## Radni fluidi
Radne fluide možemo podijeliti na mokre, izentropske i suhe. Njihove razlike su očite ako se pogledaju krivulje napetosti u T-s dijagramima. Krivulja zasićenja mokrih fluida (voda, propan) je negativnog nagiba, dok izentropski fluidi (R11, R142) imaju okomitu liniju zasićenja. Krivulja zasićenja suhih fluida (izobutan, R245fa, R236fa, toluen) je pozitivnog nagiba. Upravo nagib krivulje zasićenja iz T-s dijagrama određuje u kakvom će stanju radni fluid izaći iz turbine. Prema tome, izentropski i suhi fluidi su najpogodniji za očuvanje opreme (lopatice turbine) jer napuštaju turbinu u stanju pregrijane pare. U turbini tijekom ekspanzije, pod uvjetom da je prisutna kapljevita faza u radnom fluidu, moguća je erozija lopatica zbog udarnog i kavitacijskog djelovanja kapljica vlage. Korištenjem suhih i izentropskih fluida taj scenarij se izbjegava. Ipak, ako je nagib krivulje zasićenja prevelik, tada radni fluid napušta turbinu sa značajnim pregrijanjem što kasnije može biti izgubljeno u kondenzatoru. U tom slučaju potrebno je ugraditi regenerator za predgrijavanje kondenzata prije nego što uđe u kotao. Ugradnjom regeneratora smo dodatno povećali investicijske troškove i poskupili cjelokupan proces.
S obzirom na kemijski sastav radnih fluida, dijelimo ih na:
1. Ugljikovodike
2. Etere
3. Alkohole
4. Siloksane
5. Fluorovodike
6. Klorofluorugljike (CFC)
7. Klorodifluormetane (HCFC)
8. Hidrofluorugljike (HFC)
9. Hidrofluorolefine (HFO)

### Izbor radnih fluida
Izbor radnih fluida je jedan od najvažnijih čimbenika za dobro funkcioniranje cijelog procesa. Izbor radnog fluida utjecat će na izlaznu snagu koju daje turbina. Trebao bi se izbjegavati izbor mokrih fluida jer imaju negativni nagib krivulje zasićenja što znači da se u radnom fluidu za vrijeme ekspanzije može naći kapljevita faza koja potencijalno može oštetiti lopatice turbine. Kod dizajniranja postrojenja treba voditi računa o maksimalnim postizivim tlakovima što uvelike utječe na troškove opreme te pravilnim izborom radnog fluida možemo iznose tlakova dovesti u razumnu granicu. Za razliku od vode, organski fluidi imaju tendenciju degradacije na višim temperaturama na kojima su podložni određenim kemijskim promjenama, dakle, temperatura toplinskog izvora je ograničena svojstvima radnog fluida. Kod izbora organskog fluida treba naravno treba voditi računa o njegovom utjecaju na okoliš, a da u isto vrijeme bude siguran i cjenovno prihvatljiv.

## Zaključak
Toplinski strojevi koji rade po ORC tehnologiji postaju sve popularniji u malim lokalnim zajednicama gdje se raspolaže s biomasom. Uzevši u obzir malu gustoću energije biomase i visoku cijenu njenog transporta, najbolje ju je primijeniti na mjestu njezinog nastanka. Upotreba ORC postrojenja se također čini prikladnim kod korištenja u mjestima gdje priključci na električnu mrežu nisu pouzdani. Investicijski troškovi za postrojenja male snage su veliki, stoga se može reći da potpora državnih vlasti igra ključnu odluku kada se govori o razvoju ORC tehnologija. Pravilnim izborom radnog fluida značajno utječemo na investicijske troškove, dimenzije komponenti procesa, samu efikasnost procesa i na zdravlje ljudi. Primjenom ORC tehnologije smanjujemo ovisnost o fosilnim gorivima, smanjujemo emisije CO2 u atmosferi te doprinosimo sveukupnoj energetskoj efikasnosti jedne zajednice.